# Alexander Blockx
Alexander Blockx (Antwerpen, 8 april 2005) is een Belgisch tennisser.

## Loopbaan
Blockx werd geboren als zoon van Oekraïense ouders die voor hun werk naar België verhuisden. Al op jonge leeftijd nam hij trainer Philippe Cassiers, die aanvankelijk gevraagd was om zijn oudere broer te coachen, in de arm. In september 2022 bereikte Blockx de kwartfinale van het juniorentoernooi van het US Open, waar hij werd gewipt door de latere eindwinnaar Martín Landaluce. De Antwerpenaar mocht dat jaar een eerste keer meetrainen met het Belgische Davis Cup-team.
In januari 2023 won Blockx het juniorentoernooi van het Australian Open. Blockx werd zo de derde mannelijke Belg die de juniorenversie van een grandslamtoernooi won, na Jacky Brichant (Roland Garros 1947) en Kimmer Coppejans (Roland Garros 2012).

## Palmares

### Enkelspel
| Nr.                  | Datum            | Toernooi | Ondergrond | Tegenstander in finale | Score         |
| -------------------- | ---------------- | -------- | ---------- | ---------------------- | ------------- |
| Gewonnen challengers |                  |          |            |                        |               |
| 1.                   | 17 november 2024 | Kobe     | Hardcourt  | Jurij Rodionov         | 6-3, 6-1      |
| 2.                   | 26 januari 2025  | Oeiras   | Hardcourt  | Liam Draxl             | 7-6, 5-7, 6-1 |

### Dubbelspel
| Nr.                  | Datum            | Toernooi | Ondergrond | Partner           | Tegenstanders in finale       | Score          |
| -------------------- | ---------------- | -------- | ---------- | ----------------- | ----------------------------- | -------------- |
| Verloren challengers |                  |          |            |                   |                               |                |
| 1.                   | 23 februari 2025 | Pau      | Hardcourt  | Raphaël Collignon | Jakob Schnaitter Mark Wallner | 4–6, 7–6, 10–8 |